# 751
Évszázadok: 7. század – 8. század – 9. század
Évtizedek: 700-as évek – 710-es évek – 720-as évek – 730-as évek – 740-es évek – 750-es évek – 760-as évek – 770-es évek – 780-as évek – 790-es évek – 800-as évek
Évek: 746 – 747 – 748 – 749 –  750 – 751 – 752 – 753 – 754 – 755 – 756

## Események

### Bizánci Birodalom
- V. Kónsztantinosz császár társuralkodóvá nevezi ki előző évben született, csecsemőkorú fiát, IV. Leónt. Miután kazár felesége, Eiréné az előző évben elhunyt (valószínűleg a szülés során), a császár ismét megházasodik, de Mária nevű felesége rövidesen szintén meghal. Kónsztantinosz ezután az anatolikoni thema kormányzójának sógornőjét, Eudokiát veszi feleségül valamikor 751 és 769 között.
- Kihasználva az arab kalifátus politikai válságát, Kónsztantinosz betör a határvidékre, elfoglalja Theodosziopoliszt és Meliténét, a városok keresztény lakosságának egy részét pedig áttelepíti a Balkánra.

### Európa
- Kis Pippin frank majordomus lemondatja a trónról III. Childeric meroving bábkirályt és Soissons-ban királlyá koronáztatja magát. Ezzel a Meroving-dinasztia kora véget ér és a Karolingok veszik át a Frank Birodalom vezetését.[1] Childeric Saint Bertin kolostorába vonul vissza.
- Aistulf longobárd király elfoglalja Ravennát, megöli Eutükhiosz bizánci kormányzót és felszámolja a Ravennai Exarchátust, a bizánciak itáliai birtokát.
- Meghal Lupus spoletói herceg. Aistulf király a saját fennhatósága alá vonja a hercegséget.

### Abbászida Kalifátus
- Kao Hszien-csi kínai hadvezér, aki korábban számos közép-ázsiai fejedelemséget meghódoltatott, elfoglalja az arab vazallus Taskentet. Abú Muszlim horászáni arab kormányzó a kínaiak ellen vonul, akikkel a Talasz folyónál csap össze. Amikor a kínaiak zsoldosai, a türk karlukok (akik a sereg kétharmadát tették ki) elárulják őket és gazdáik ellen fordulnak, a kínai ellenállás összeroppan és a 10 ezres seregből 8 ezer odavész. A csata véget vet a kínaiak közép-ázsiai terjeszkedésének. Szamarkandban a kínai foglyoktól az arabok megtanulják a papír készítésének technológiáját.

### Távol-Kelet
- Elkészül a Kaifúszó, a kínai stílusú (kansi) japán versek első antológiája.
- A narai Tódai-dzsi templomban elkészül a hatalmas, 16 m magas Buddha-szobor.
- Kim Deszong, a koreai Silla főminisztere elrendeli a Pulguksza és Szokkuram buddhista templomok építését.
- A mai Jünnan területén fekvő Nancsao királyság megfutamítja a Tang-dinasztia 80 ezres hadseregét.

## Születések
- június 28. – I. Karlmann, frank király
- Szent Adalard, frank teológus
- Meng Csiao, kínai költő

## Halálozások
- Eutükhiosz, ravennai kormányzó

## Fordítás
- Ez a szócikk részben vagy egészben  a(z)   751 című angol Wikipédia-szócikk ezen változatának fordításán alapul.  Az eredeti cikk szerkesztőit annak laptörténete sorolja fel. Ez a jelzés csupán a megfogalmazás eredetét és a szerzői jogokat jelzi, nem szolgál a cikkben szereplő információk forrásmegjelöléseként.